# El asedio de Krishnapur
El asedio de Krishnapur es una novela de J. G. Farrell, publicada por primera vez en 1973 por Weidenfeld & Nicolson.
Inspirado en acontecimientos como los asedios de Cawnpore (Kanpur) y Lucknow, el libro detalla el asedio de una ciudad india ficticia, Krishnapur, durante la rebelión de la India de 1857 desde la perspectiva de los residentes británicos. Los personajes principales se encuentran sujetos a las crecientes restricciones y privaciones del asedio, que invierte la estructura de vida "normal" donde los europeos gobiernan a los súbditos asiáticos. Farrell se centra en la guarnición británica asediada: el único personaje indio es el hijo del maharajá local, cuya cabeza está llena de las últimas modas británicas, desde la frenología hasta la fotografía, pero que cómicamente comienza a darse cuenta de que ha elegido el lado equivocado. El libro retrata una India bajo el control de la Compañía Británica de las Indias Orientales, como ocurría en 1857. Lo absurdo del sistema de clases en una ciudad de la que nadie puede salir se convierte en fuente de invención cómica, aunque el texto es serio en intención y tono.
La novela obtuvo críticas positivas de diversas fuentes  y ganó el Premio Booker de Ficción en 1973. Farrell utilizó su discurso de aceptación para atacar a los patrocinadores por sus actividades comerciales.  En 2008, el libro fue preseleccionado junto con otros cinco ganadores anteriores de The Best of the Booker.

## Trama
Las primeras páginas del libro retratan el régimen colonial británico en la India en el apogeo de su confianza en sí mismo y su éxito. Aunque existen varios indicios de inquietud entre la población nativa del país, los personajes ingleses de la novela no son conscientes de nada excepto de la aparente superioridad de su propia cultura y civilización. La brillantez de su vida social, la rica diversidad de sus posesiones materiales y el amplio tiempo libre que les proporcionan legiones de sirvientes se enfatizan en un preludio idílico que describe un modo de existencia casi paradisíaco.
La historia se desarrolla en la ciudad de Krishnapur y trata de una guarnición británica sitiada que resiste durante cuatro meses los ataques de un ejército de cipayos. Entre los miembros de la comunidad se encuentra el recaudador del distrito, padre de niños pequeños, que es un ejemplo extremo de la creencia victoriana en el progreso, y a menudo se le puede encontrar soñando despierto con la Gran Exposición; el Magistrado, cartista en su juventud, pero que ve destruidos sus ideales políticos al presenciar el asedio; los doctores Dunstaple y McNab, que discuten sobre la mejor manera de tratar el cólera; Fleury, un joven poético de Inglaterra que aprende a convertirse en soldado; y Lucy, una "mujer caída" que es rescatada y finalmente dirige un salón de té en la desesperada comunidad. Mientras caen las lluvias, los defensores intentan fortalecer sus murallas de tierra con sus posesiones revueltas: "estanterías llenas de volúmenes inspiradores e instructivos, dechados bordados, juegos de té de porcelana china, humidores y candelabros, patas de elefante montadas y remos con nombres de ocho universitarios inscritos en pintura dorada". Pero aun así la tierra desaparece, como la fe en la civilización británica y en un Dios británico.  Al final de la novela, el cólera, el hambre y los cipayos han acabado con la mayoría de los habitantes, que se ven obligados a comer perros, caballos y finalmente escarabajos, con los dientes muy flojos por el escorbuto. "La retirada final de los británicos, todavía obstinadamente tiesos por las despensas, lavanderías, salas de música y salón de baile de la residencia, utilizando candelabros y violines como armas, es una delicia cómica". Justo cuando los pocos sobrevivientes se preparan para una última defensa, llega el ejército británico y los salva de los rebeldes.
El asedio de Krishnapur es parte de la "Trilogía del Imperio" de Farrell, que trata sobre el Imperio Británico y su decadencia en tres lugares. Otros libros de la serie son Troubles, que se desarrolla durante la Guerra de Independencia de Irlanda (1919-1921), y The Singapore Grip, que tiene lugar justo antes de la invasión de Singapur por parte de los japoneses en la Segunda Guerra Mundial, durante los últimos días del imperio. 

## Reseñas
Walter Clemons en Newsweek el 21 de octubre de 1974 dijo que era "una obra de ingenio, vivaz reconstrucción histórica e intensidad imaginativa". 
John Spurling dijo en el New Statesman el 21 de septiembre de 1973 que era "una obra maestra". 
El 2 de septiembre de 1973, Julian Symons escribió en The Sunday Times que Farrell es "uno de la media docena de escritores británicos menores de cuarenta años cuyo trabajo debería ser leído por cualquiera que piense que hoy en día no se escriben novelas interesantes". 
Sam Jordison en The Guardian elogió la obra: "es una magnífica representación de los horrores físicos y las consecuencias psicológicas. Calor intolerable, insectos espantosos, raciones abominables, el hedor de la putrefacción, el sudor y los temblores de la fiebre, la sangre y la mierda del cólera: todo se evoca con inquebrantable detalle [...] a medida que avanza el asedio, la madeja de la civilización victoriana se deshilacha lentamente, antes de desmoronarse por completo [...] Farrell logra el impresionante truco de no sólo hacernos sentir como si estuviéramos dentro de esta guarnición en apuros, sino también de mostrarnos (como dijo Elizabeth Bowen) “el ayer reflejado en la conciencia de hoy”. Aunque nunca salimos del espacio mental victoriano, este se convierte en un libro sobre la locura del colonialismo y las ilusiones de la civilización, así como sobre la supervivencia en circunstancias imposibles. 